# K+S
Die K+S AG, früher Kali und Salz AG, mit Sitz in Kassel ist ein börsennotiertes deutsches Bergbauunternehmen mit den Schwerpunkten Kali- und Salzförderung. K+S gehört zur Spitzengruppe der internationalen Anbieter von kali- und magnesiumhaltigen Produkten für landwirtschaftliche und industrielle Anwendungen. K+S ist vorwiegend in Europa, Nord- und Südamerika tätig und beschäftigt weltweit rund 11.000 Mitarbeiter (2024).
Durch Fusionen und Übernahmen integrierten die K+S und ihre Vorgängerunternehmen seit den 1890er Jahren die gesamte deutsche Kalibranche. Zwischen 1971 und 1993 gehörte das Unternehmen mehrheitlich zum BASF-Konzern, der bis 2011 an der Gesellschaft beteiligt war. Die Tochtergesellschaften der K+S sind vornehmlich mit der Vermarktung der eigenen Produkte befasst, aber auch im Dienstleistungsbereich tätig, hier insbesondere in den Geschäftsbereichen Entsorgung und Wiederverwertung.

## Geschichte

### Salzdetfurth AG (1889 bis 1971)

Stammwerk der Salzdetfurth AG in Bad Salzdetfurth (um 1900)

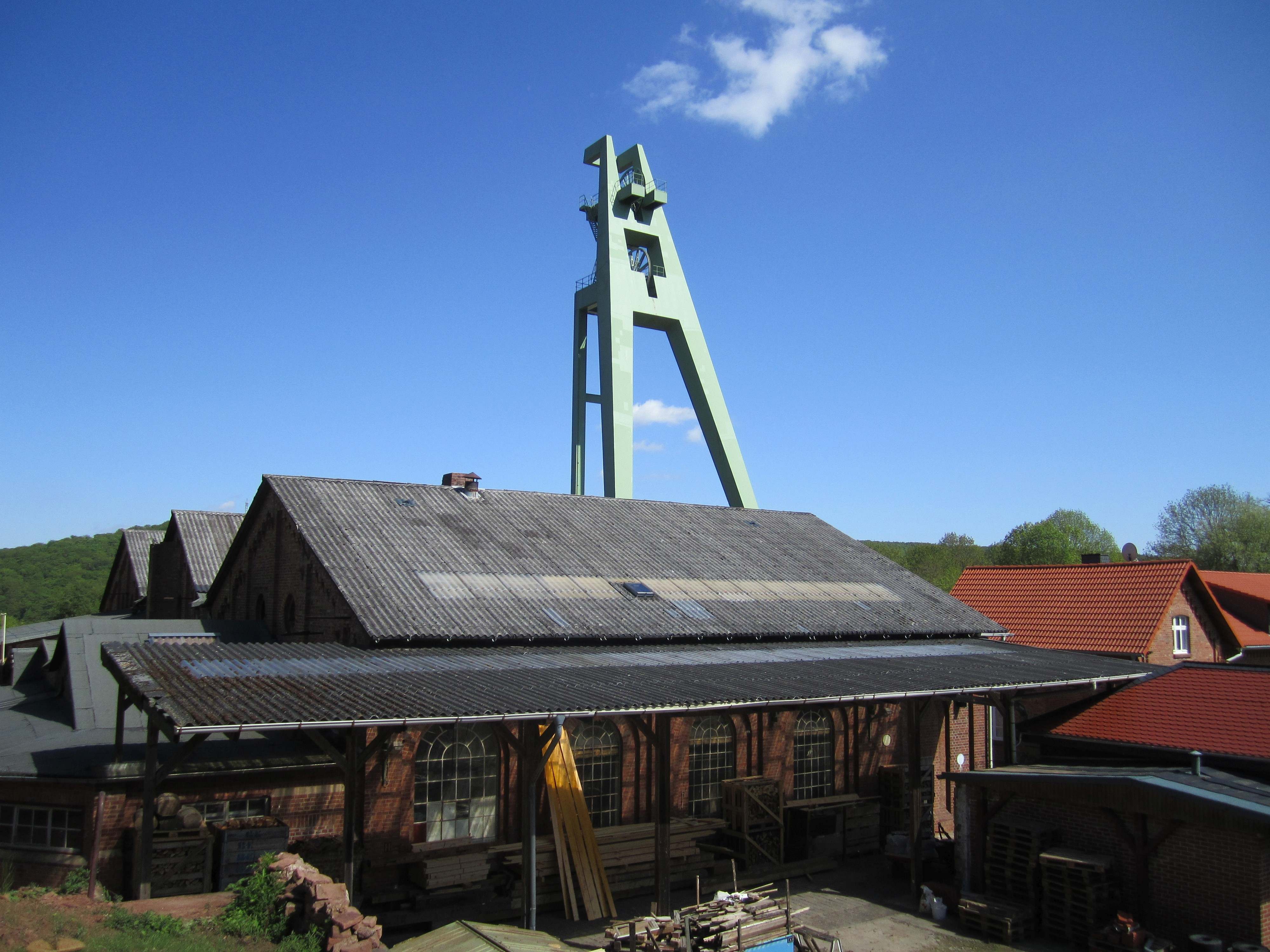
Industriedenkmal Fördergerüst Schacht I in Bad Salzdetfurth (2015)

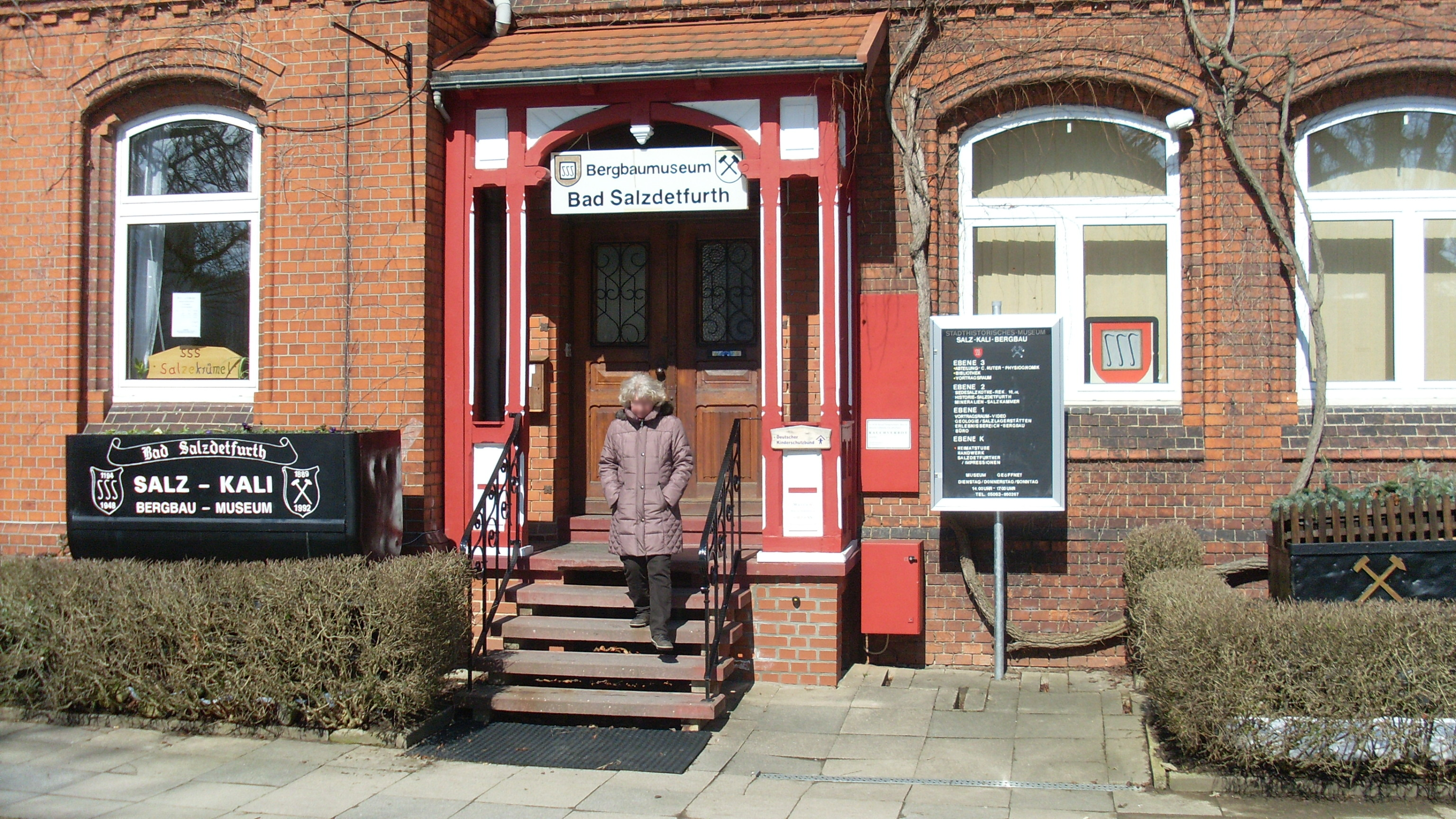
Salz- und Kali-Bergbau-Museum in Bad Salzdetfurth

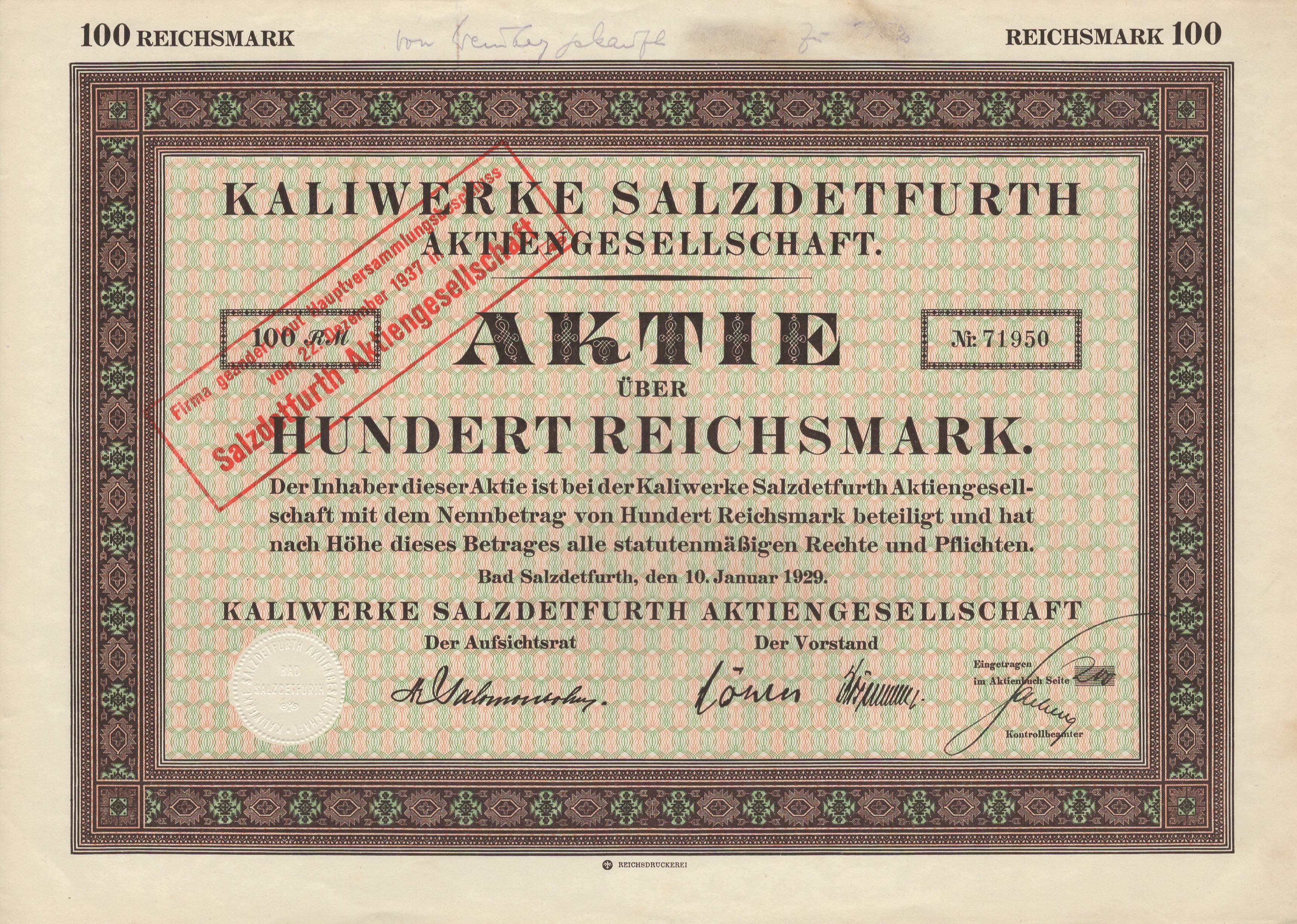
Aktie über 100 RM der Kaliwerke Salzdetfurth AG vom 10. Januar 1929

Am 3. Oktober 1889 wurde in Goslar die Aktiengesellschaft für Bergbau und Tiefbohrung gegründet. Zu den Gründern gehörte der schlesische Industrielle Guido Henckel von Donnersmarck. Die Gründung fiel in eine Phase des Aufbruchs im norddeutschen Kalirevier. Bereits Mitte des 19. Jahrhunderts hatte der deutsche Chemiker und Begründer der Agrikulturchemie, Justus von Liebig, die Bedeutung des Mineraldüngers für die Landwirtschaft entdeckt, woraufhin in den folgenden Jahrzehnten ein Boom der mineralischen Düngemittel einsetzte. Die drei Grundbestandteile des Mineraldüngers waren Kali, Phosphat und Stickstoff. Neben dem Einsatz als Düngemittel wuchsen auch die Einsatzgebiete von Kalisalzen in der Industrie. Die Kaliförderung in Deutschland begann im Staßfurter Kalirevier, im Salzlandkreis in Sachsen-Anhalt, wo unter anderem der Pionier der deutschen Kaliindustrie, Hermann Grüneberg, tätig war. Im Zuge des allgemeinen Wirtschaftsaufschwungs der Gründerzeit kam es zur Gründung einer Vielzahl zunächst staatlicher neuer Kaligruben und -fabriken, die dem enormen Bedarf Rechnung trugen. Ab 1865 konnten durch die Liberalisierung des preußischen Bergrechts auch private Gruben errichtet werden; bis 1883 wurde im gesamten Deutschen Reich der Salzhandel freigegeben, der zuvor staatlich kontrolliert worden war. Als die Förderstätten im Staßfurter Revier den steigenden Bedarf nicht mehr decken konnten, begann die Suche nach neuen Lagerstätten. Gefunden wurden diese in der damaligen preußischen Provinz Hannover rund um die Städte Hannover, Braunschweig und Hildesheim, zwischen den Flüssen Weser, Aller und Bode. Fortan wurde diese Gegend als norddeutsches Kalirevier bezeichnet.
In den folgenden Jahren führte das Unternehmen Probebohrungen im norddeutschen Kalirevier durch, bis es schließlich 1892 in Salzdetfurth bei Hildesheim auf eine Lagerstätte des Kalisalzes Sylvinit stieß. Daraufhin begannen die Bauarbeiten an den Schachtanlagen, um das Salzgestein in 700 Metern Tiefe abbauen zu können. Als diese 1899 abgeschlossen waren, wurde der Firmensitz nach Salzdetfurth verlagert und das Unternehmen in Kaliwerke Salzdetfurth AG umbenannt. Der Aufbau des Unternehmens fiel in eine Phase des raschen Wachstums der Kali-Industrie. Ab den 1880er Jahren waren neben staatlichen Bergwerken verstärkt private Gewerkschaften errichtet worden. So entstanden etwa zur gleichen Zeit wie die Salzdetfurth AG weitere Unternehmen, die später in der K+S aufgingen. So beispielsweise Wintershall in Heringen an der Werra und die Gewerkschaft Burbach in Walbeck. Durch Absprachen und Kartelle konnten diese ihre Marktposition zügig ausbauen. Im Zuge dieser Entwicklung gründete sich 1888 das Kalisyndikat als zentrale Institution der deutschen Kaliwirtschaft, um den krisenanfälligen und volatilen Markt zu stabilisieren, der immer wieder Spekulationen ausgesetzt war und von zyklischer Überproduktion und einem Verdrängungskampf der Gewerkschaften bestimmt wurde. Preisabsprachen und Absatzmengenbeschränkungen sollten die Kali-Wirtschaft beruhigen. Die beteiligten Unternehmen einigten sich zu diesem Zweck auf sieben Konventionen, woraufhin ihr Verbund auch Syndikat der sieben Einzelverträge genannt wurde. Dieses erste Syndikat, das bis 1898 Bestand hatte, integrierte schrittweise die größten Produzenten und dominierte den Kali-Markt.
Anfangs lag der Schwerpunkt auf der Erschließung von Steinsalzlagerstätten, bald aber richtete sich das Augenmerk des Konzerns auf den Abbau von Kalisalz, worin das Deutsche Reich bis zum Ersten Weltkrieg eine Monopolstellung auf dem Weltmarkt innehatte. Die erfolgreiche Förderung der Salzdetfurth AG weckte das Interesse etablierter Kaliwerke, die sich an dem aufstrebenden Unternehmen beteiligten. 1901 trat die Salzdetfurth AG dem deutschen Kali-Kartell bei, in dem die meisten deutschen Kali-Bergwerksgesellschaften nach dem Ende des Kali-Syndikats (1888–1898) vereinigt waren. Ziel des Kartells war die Sicherung der marktbeherrschenden Stellung auf dem Weltmarkt. Nach ersten losen Zusammenschlüssen und Absichtserklärungen seit den 1870er Jahren und der Errichtung des Kali-Syndikats kam es 1899 zu einem festen Zusammenschluss der zwölf führenden Kali-Bergwerksunternehmen. Bis zum Ende des Ersten Weltkriegs wurde das Kartell organisatorisch durch Fördermengenabkommen, Preisfestlegungen und eine gemeinsame weltweite Vertriebsorganisation gestärkt. Durch die Aufnahme weiterer Bergwerksgesellschaften stellte es fortdauernd seine marktbeherrschende Stellung sicher. Ab dem Jahr 1901 betrieb das Unternehmen eine eigene Kalifabrik und expandierte durch die Übernahme von Grubenfeldern in der Umgebung. Vor dem Krieg begann die Erschließung von Kalivorkommen in Elsaß-Lothringen, wobei die dortige Förderung von der Deutschen Kaliwerke AG dominiert wurde.
Während des Ersten Weltkriegs wurden die deutschen Kaliproduzenten in die Kriegswirtschaft einbezogen. Die landwirtschaftliche Produktivität musste angesichts der wegfallenden Importe sichergestellt werden. Eine wichtige Rolle spielte dabei die zur Düngemittelproduktion wichtige und ebenfalls bei BASF entwickelte Ammoniaksynthese nach dem Haber-Bosch-Verfahren. Es stellte einen preisgünstigen Ersatz für den Wegfall des vor dem Krieg vorwiegend aus Chile importierten Salpeters dar, indem Stickstoff in industriellen Maßstäben mit Wasserstoff gebunden und so als Düngemittel verfügbar gemacht wurde. Entsprechend dem Gesetz des Minimums kann eine erfolgreiche Düngung nur durch die ausreichende Bereitstellung aller benötigter Komponenten erreicht werden. Mit dieser Entwicklung stieg der spätere Großaktionär der Salzdetfurth AG ins Düngemittelgeschäft ein. Zudem wurde Kaliumchlorid für die Herstellung von Sprengstoffen benötigt. Die deutsche Kali-Industrie konnte trotz des Wegfalls ihrer Exportmärkte, die vor dem Ersten Weltkrieg drei Viertel der Absatzmenge ausmachten, ihre Fördermengen durch die kriegsbedingt gestiegene inländische Nachfrage aufrechterhalten. Wegen der Einziehung von Arbeitskräften in den Kriegsdienst kam es bald zu Personalengpässen, die mit dem Einsatz von Zwangsarbeitern und Erhöhung der Produktivität ausgeglichen wurden.
Nach dem Ersten Weltkrieg verlor das Unternehmen seine Abbaugebiete in Elsaß-Lothringen. Die Bedeutung der Bergwerke in Elsaß-Lothringen ergab sich nur nachrangig aus der dort geförderten Menge – diese steuerte nur drei Prozent zur Fördermenge des Deutschen Reiches bei (1913) –, sondern vielmehr im erstmaligen Durchbrechen des deutschen Kalimonopols. Bald mussten sich die deutschen Kaliproduzenten weltweiter Konkurrenz, vorwiegend aus den Vereinigten Staaten, Kanada und der Sowjetunion sowie aus Südeuropa und Südamerika, insbesondere Chile und Brasilien, stellen. Trotzdem stammten in den 1920er Jahren noch rund 70 Prozent der weltweiten Kali-Produktion aus Deutschland, 1935 waren es noch 62 Prozent. Nach dem Ersten Weltkrieg begann in der Kali-Industrie ein Konzentrationsprozess, der zur Bildung größerer Konzerne führte, mit dem Ziel, im verschärften Wettbewerb bestehen zu können. In den wirtschaftlich schweren Zeiten der Inflation stiegen die Deutsche Bank, die Commerzbank, die Dresdner Bank und die Deutschen Solvay-Werke als Großaktionäre in das Unternehmen ein. Die beteiligten Banken kontrollierten weitere Kali-Konzerne, die sie 1922 durch wechselseitige Beteiligungen der Consolidirten Alkaliwerke Westeregeln AG, der Kaliwerke Aschersleben AG und der Salzdetfurth AG zur Werksgruppe Salzdetfurth-Aschersleben-Westeregeln zusammenschlossen. Die Salzdetfurth AG hielt etwa 40 Prozent des Aktienkapitals und übernahm die Führung innerhalb der Unternehmensgruppe. Zusammen kam die Unternehmensgruppe auf etwa 20 Prozent der deutschen Kali-Produktion und schloss auf den dominierenden Wintershall-Konzern auf, der zu dieser Zeit einen Anteil von knapp 40 Prozent für sich verbuchen konnte.
In den 1920er Jahren beteiligte sich das Unternehmen an der Mansfeld AG für Bergbau und Hüttenbetrieb in Eisleben. Um eine weitere Expansion des dominierenden Wintershall-Konzerns zu verhindern, schlossen sich die meisten der verbliebenen Kali-Konzerne, darunter die Salzdetfurth AG, Burbach-Kaliwerke AG, die Kali-Chemie AG und die Deutschen Solvay-Werke, 1926 zum Kaliblock zusammen, einer Interessengemeinschaft, die vor allem in Einkauf und Vertrieb kooperierte. Zusammen kamen diese Unternehmen auf einen Marktanteil von mehr als 50 Prozent.

Sammelaktie über 1.000.000 RM der Salzdetfurth AG vom Dezember 1943

Während der NS-Zeit profitierten die Kali-Unternehmen von der eingeschlagenen Autarkie-Politik der Nationalsozialisten, die für einen wesentlichen Anstieg der Kali-Nachfrage sorgte. Auf Drängen der Machthaber wurde der Verbund der Werksgruppe Salzdetfurth-Aschersleben-Westeregeln am 22. Dezember 1937 unter Führung von Salzdetfurth fusioniert und auf einer außerordentlichen Hauptversammlung die Änderung des Firmennamens in Salzdetfurth AG sowie die Verlegung des Firmensitzes nach Berlin beschlossen. Im Zuge der Arisierung jüdischen Vermögens erwarb die Wintershall AG die von der Aussiger Familie Petschek gehaltenen Anteile an der Salzdetfurth AG und beteiligte sich damit an ihrem größten Konkurrenten. Während des Zweiten Weltkrieges kam es zum Einsatz von Zwangsarbeitern, deren Anteil an der Gesamtbelegschaft 1944 mehr als ein Drittel betrug. Während der letzten Kriegsjahre wurden in den Stollen der Kali-Bergwerke kriegswichtige Güter, Kunst- und Kulturschätze versteckt. In einigen Stollen wurden Rüstungsbetriebe errichtet, um sie vor den zunehmenden Bombardements der Alliierten zu schützen. Dort kam es ebenfalls zum Einsatz zahlreicher Zwangsarbeiter.
Nach dem Krieg wurden die in der sowjetischen Besatzungszone liegenden Produktionsstätten enteignet, wodurch etwa 60 Prozent des Unternehmensbesitzes verloren gingen. Die Unternehmung verlagerte, wie andere Konzerne, ihren Firmensitz nach Westdeutschland und kehrte an ihren Ursprung nach Bad Salzdetfurth zurück. Schon bald nach dem Kriegsende wurde in den verbliebenen Werken die Produktion wieder aufgenommen, da die alliierten Besatzungsmächte die Versorgung mit Kali als notwendige Grundversorgung ansahen. 1948 zählte die Salzdetfurth AG neben Wintershall, der Burbach-Kaliwerke AG, der Kali-Chemie AG und Preussag zu den größten deutschen Kaliproduzenten. In den 1950er Jahren wurde die Förderung rasch ausgebaut und erreichte mit modernisierter Förderungstechnik bald wieder den Stand der Vorkriegszeit. Zudem expandierte das Unternehmen mit Vertriebsgesellschaften ins europäische Ausland. 1952 übernahm die Salzdetfurth AG 25 Prozent der Kölner Chemischen Fabrik Kalk, 1957 wurde die Beteiligung auf 75 Prozent aufgestockt, 1960 das Unternehmen komplett übernommen. Die Chemische Fabrik Kalk war als Anbieter von Mehrnährstoffdünger bereits seit den 1940er Jahren einer der wichtigsten Kunden der Salzdetfurth AG, nachdem dem Stickstoff-Phosphat-Dünger KAMP 1948 auch Kalisalz zugefügt und als KAMPKA verkauft wurde. Durch die Übernahme baute die Salzdetfurth AG ihr Angebot an Düngemittel aus, später wurden in der Chemischen Fabrik Kalk auch Produkte der Vertriebslinie Compo produziert. Jedoch bescherte das übernommene Unternehmen vorwiegend Verluste. 1988 wurde die Produktion von Düngemitteln eingestellt, nach dem Rückzug der BASF aus der K+S 1993 auch die chemische Produktion eingestellt. Seitdem besteht die Chemische Fabrik Kalk nur noch als Vertriebsgesellschaft der K+S für Düngemittel. In den 1960er Jahren nahm die Konkurrenz auf dem Weltmarkt weiter zu, insbesondere durch Gesellschaften, die in den rohstoffreichen und nach unabhängigen Wirtschaftszweigen strebenden ehemaligen afrikanischen Kolonien aktiv wurden, wodurch die Salzdetfurth AG zunehmend in wirtschaftliche Schwierigkeiten geriet. In dieser Situation suchte das Unternehmen die Annäherung an den innerdeutschen Konkurrenten Wintershall, der bereits 15 Prozent der Anteile hielt. Wintershall befand sich bis 1968 im Besitz der Familien Rosterg und Quandt, bis es 1968 von der BASF übernommen wurde. Neben dem Kali-Bergbau betrieb das Unternehmen auch eine Erdöl- und Erdgassparte, die nach der Fusion von 1971 als BASF-Tochterunternehmen gleichen Namens weiterbesteht.

### Kali und Salz GmbH (1971 bis 1993)

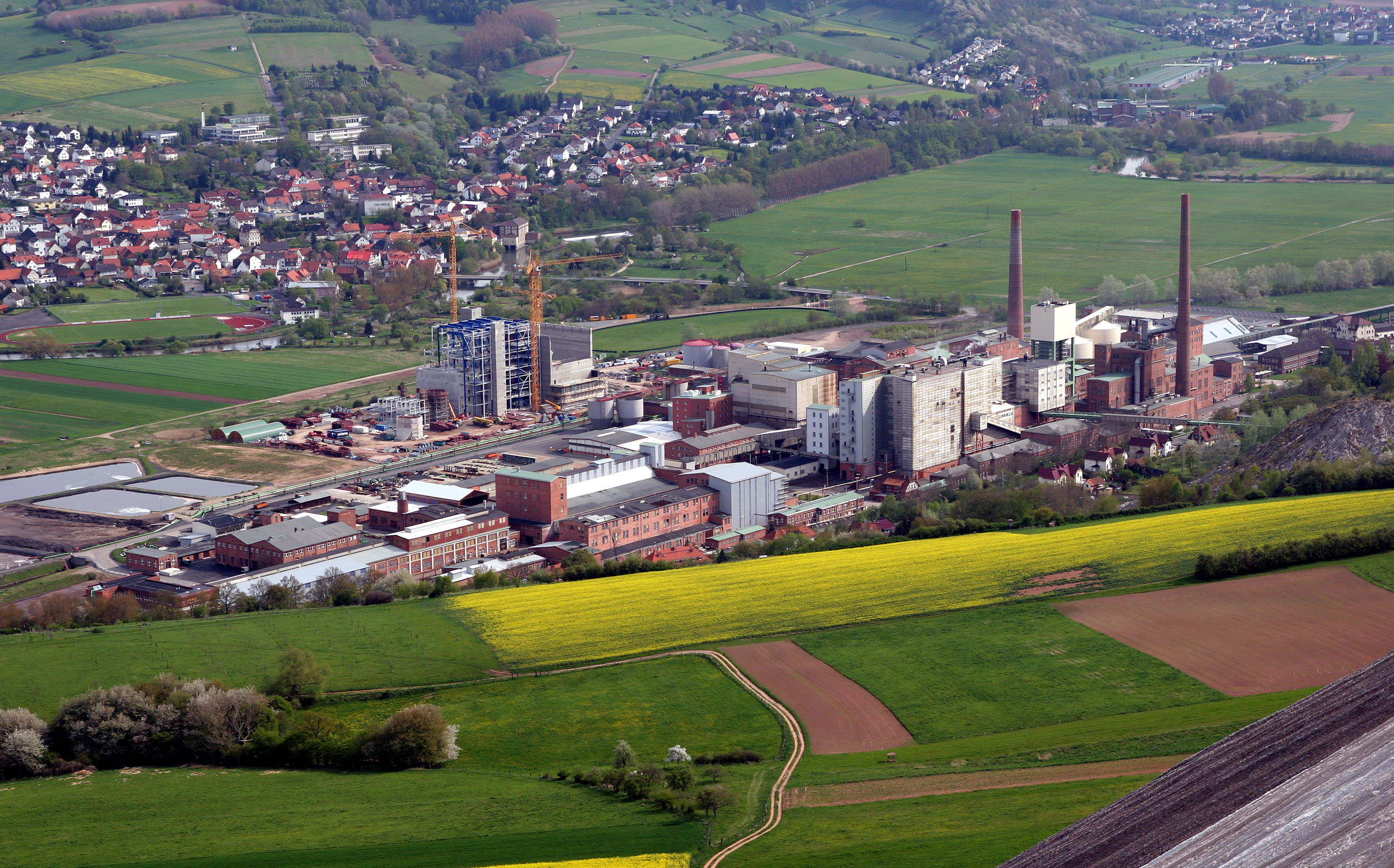
Das Wintershall-Stammwerk bei Heringen (Werra) 2008

Sammelaktie über 2500 DM der Kali und Salz AG vom August 1973

1971 wurde die Salzdetfurth AG mit der Kali-Sparte des BASF-Tochterunternehmens Wintershall AG und der Burbach-Kaliwerke AG fusioniert und in der neuen Kali und Salz GmbH mit Sitz in Kassel zusammengeführt. Die Burbach-Kaliwerke AG waren bereits seit 1934 an Wintershall gebunden. Damals stieg Wintershall mit 45,5 Prozent der Aktien als Großaktionär in das Unternehmen ein, dessen Anteile traditionell weit gestreut waren und das zu dieser Zeit durch Überschuldung in eine Krise geraten war. 1955 übernahm Wintershall die Bankschulden des Unternehmens und im Gegenzug die Mehrheit der Anteile. So wurde die BASF Mehrheitsaktionär des neuen Unternehmens. Für die BASF stand die Sicherung des Zugriffs auf die Ausgangsstoffe ihrer Produktion an erster Stelle. Die Unternehmens- und Akquisitionspolitik dieser Zeit zielte auf die Sicherung der Versorgung mit Rohöl, Erdgas, Petrochemikalien und Salzen. Zu diesem Zweck hatte BASF 1968 bereits Wintershall übernommen. Mit der Salzdetfurth AG wurde der Hauptkonkurrent auf dem Gebiet der Stickstoff-Düngemittel ins eigene Lager gebracht, und die angestrebte Monopolstellung in Deutschland ausgebaut. In der Folge der Zerschlagung der I.G. Farben nach dem Zweiten Weltkrieg versuchten die drei großen Nachfolgeunternehmen Bayer, BASF und Hoechst durch Firmenaufkäufe und Beteiligungen wieder ihre alte Monopolstellung in Form eines Oligopols zu erreichen. In den 1970er Jahren lag ihr Anteil an der westdeutschen chemischen Produktion bereits wieder über 90 Prozent. 1972 wurde die Kali und Salz GmbH in eine Aktiengesellschaft umgewandelt und auf die alte Salzdetfurth AG verschmolzen. Später übernahm die BASF die restlichen Anteile des Unternehmens, das nun den Kalimarkt in Westdeutschland dominierte. Firmensitz blieb weiterhin Bad Salzdetfurth. In der Folgezeit hatte das Unternehmen weiterhin mit rückläufiger Nachfrage nach Kali zu kämpfen. Es kam zu einer Kürzung der Förderung und massiven Rationalisierungsmaßnahmen, verbunden mit dem Wegfall von mehreren tausend Arbeitsplätzen.

### Kali und Salz AG (1993 bis 1999)

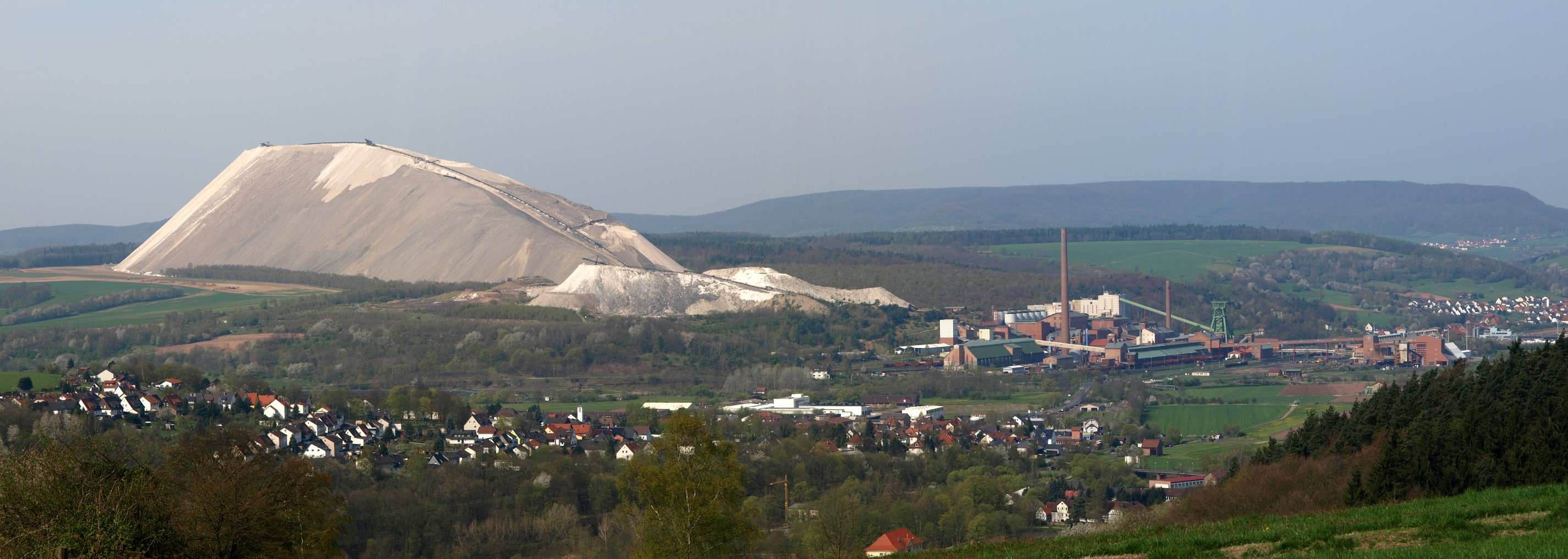
Das Werk Hattorf in Philippsthal mit Abraumhalde

Nach der Wiedervereinigung Deutschlands wurden die Kali- und Steinsalz-Aktivitäten der Kali und Salz AG und die der Mitteldeutschen Kali AG, die ehemals staatliche Unternehmen der DDR bündelte und nun von der Treuhandanstalt verwaltet wurden, in der 1993 neu gegründeten Kali und Salz GmbH in Kassel zusammengeführt. An diesem Unternehmen hielt die Kali und Salz AG 51 % und die Treuhandanstalt 49 %. Zuvor wurde 1992 die Kali und Salz Entsorgung GmbH in Kassel gegründet, in der die Entsorgungsaktivitäten der Kali und Salz AG geführt werden, und die neben der Kali und Salz GmbH die zweite große Beteiligung des Unternehmens darstellt. 1994 wurde die Kali und Salz AG in die Kali und Salz Beteiligungs AG umfirmiert und übernahm 1998 den 49-Prozent-Anteil der Treuhandanstalt an der Kali und Salz GmbH. 1998 wurde die Aktie der Kali und Salz Beteiligungs AG von der Deutschen Börse in den MDAX aufgenommen, nachdem die BASF als Großaktionär in mehreren Schritten ihren Anteil an dem Unternehmen auf 25 Prozent reduziert hatte. K+S war nun der dominierende und einzige große verbliebene deutsche Kali- und Salzbergwerkskonzern. Nachdem das Unternehmen 1993 bei einem Umsatz von 1,480 Milliarden Euro einen Verlust von 300 Millionen Euro eingefahren hatte, erreichte es 1997 die Gewinnschwelle und erwirtschaftete bei einem auf 2,024 Milliarden Euro gestiegenen Umsatz einen Gewinn von 60 Millionen Euro.

### K+S Aktiengesellschaft (seit 1999)

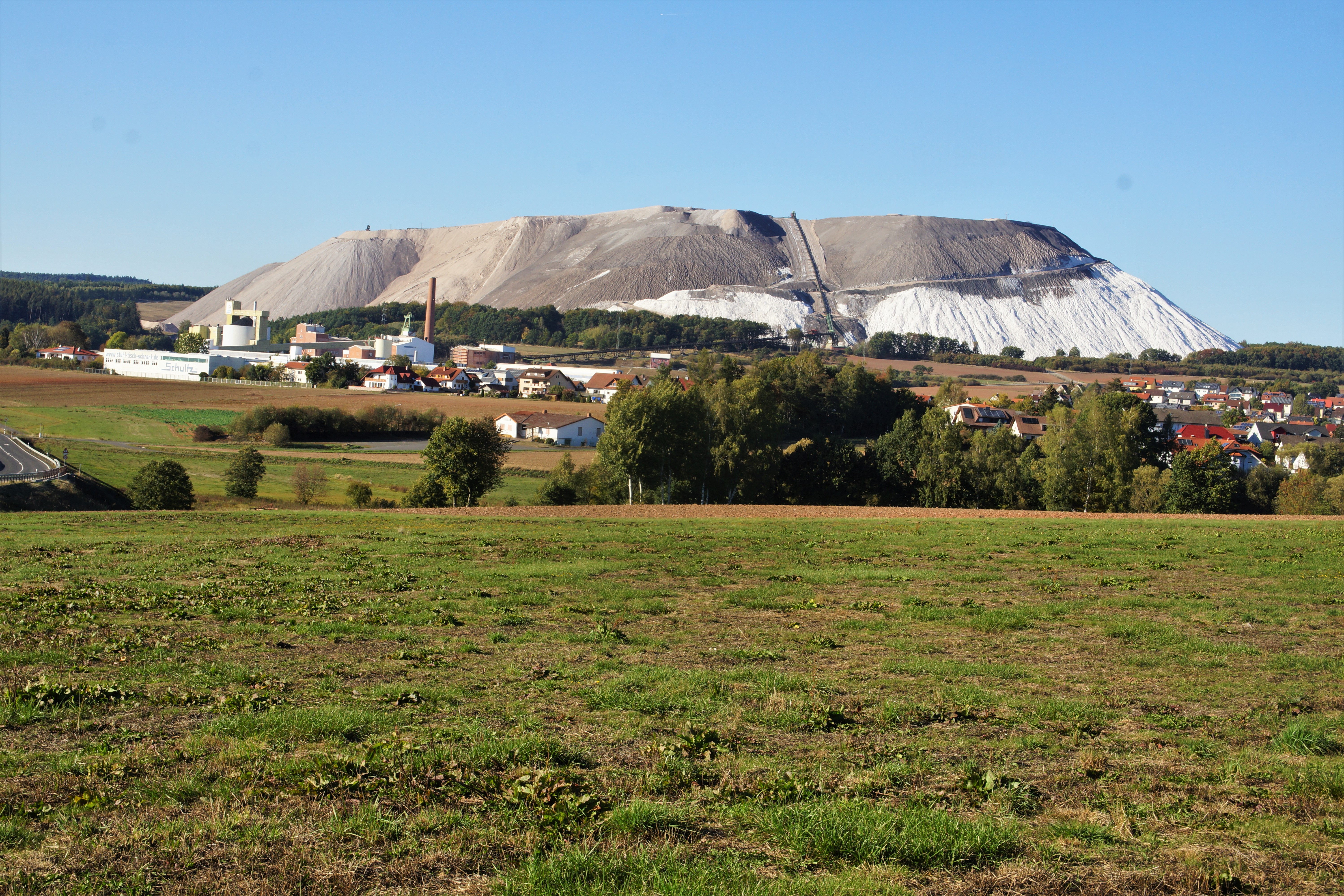
Kaliberg und Werk der Kali und Salz in Neuhof bei Fulda

Am 6. Juli 1999 wurde die Kali und Salz Beteiligungs AG in K+S Aktiengesellschaft umbenannt. Der Unternehmensbereich Logistik wurde neu strukturiert und in Kali-Transport-Gesellschaft mit Sitz in Hamburg umfirmiert, 2011 wurde sie umbenannt in K+S Transport GmbH. Mit 3,5 bis 4,5 Millionen Tonnen pro Jahr macht die K+S Transport GmbH gut ein Zehntel des Exportvolumens beim Massengutumschlag des Hamburger Hafens aus, der 2014 bei 43 Millionen Tonnen lag. Außerdem wurde 1999 der Düngemittelproduzent Compo einschließlich des Düngemittelproduktions- und Logistikstandorts Krefeld im Dezember 1999 von der BASF übernommen. Dadurch stieg K+S zum zweitgrößten europäischen Düngemittelproduzenten auf und errang im Endverbrauchermarkt die Marktführerschaft. Bereits 1967 hatte die damalige Salzdetfurth AG gemeinsam mit der Sprenger & Todenhagen KG das Gemeinschaftsunternehmen Compo gegründet und 1971 die gesamten Anteile übernommen. Im Zuge der Fusion mit Wintershall trat die Salzdetfurth AG 50 % ihrer Compo-Anteile an ihren Hauptaktionär BASF ab, die im Zuge ihrer Diversifizierungsstrategie 1986 Compo komplett übernahm. 1999 erwarb K+S Compo für 420 Millionen DM von der BASF zurück, die sich nun auf ihr Kerngeschäft konzentrierte. Zur Steuerung der Felddüngeraktivitäten wurde die fertiva GmbH mit Sitz in Limburgerhof (heute Mannheim) gegründet. Im Gegenzug reduzierte die BASF ihren Anteil an K+S auf 15 %. Abseits des Kerngeschäfts gründete K+S in Kassel die data process GmbH, als EDV-Service-Dienstleister, die zwischenzeitlich K+S IT Services GmbH hieß und mittlerweile aufgelöst wurde.
2002 gründeten K+S und Solvay das Gemeinschaftsunternehmen esco (European Salt Company) mit Sitz in Hannover, in dem sie ihre europäischen Salzaktivitäten zusammenlegten. An dem Unternehmen hielten zunächst K+S 62 und Solvay 38 %. 2003 verringerte die BASF ihren Anteil an K+S auf 10 %. 2004 erwarb K+S die esco-Anteile von Solvay und erwirtschaftete 2004 einen Umsatz von 2,54 Milliarden Euro. K+S wurde durch die esco Nordic AB mit Sitz in Göteborg in den Niederlanden und Skandinavien aktiv und übernahm die französische Societé Commerciale des Potasses d' Alsace (SCPA) mit Sitz in Mülhausen. Im April 2006 akquirierte K+S den größten südamerikanischen Salzhersteller Sociedad Punta de Lobos S.A. (SPL) aus Chile für 480 Millionen US-Dollar, der 2013 in K+S Chile umbenannt wurde. 2009 erwarb K+S den amerikanischen Salzhersteller Morton Salt für 1,6 Milliarden Dollar vom Chemieunternehmen Rohm and Haas und wurde damit zum weltweit führenden Salzanbieter.
Die Geschäftstätigkeit der fertiva und Teile des Compo-Profigeschäfts wurden zum 1. Juli 2009 in der neuen Gesellschaft K+S Nitrogen zusammengeführt. Compo wurde zum 1. März 2011 für 205 Millionen Euro an den Finanzinvestor Triton verkauft. Am 25. Juni 2012 wurde die Vertriebsgesellschaft K+S Nitrogen an den Düngemittel-Konzern EuroChem veräußert.
2012 begannen die Bauarbeiten am neuen Kali-Standort in der kanadischen Provinz Saskatchewan, in das K+S etwa drei Milliarden Euro investiert. Das Werk Bethune wurde am 2. Mai 2017 offiziell eröffnet und hat eine geplante Endkapazität von knapp drei Millionen Tonnen pro Jahr.
Eine geplante Übernahme durch den Konkurrenten Potash scheiterte 2015.

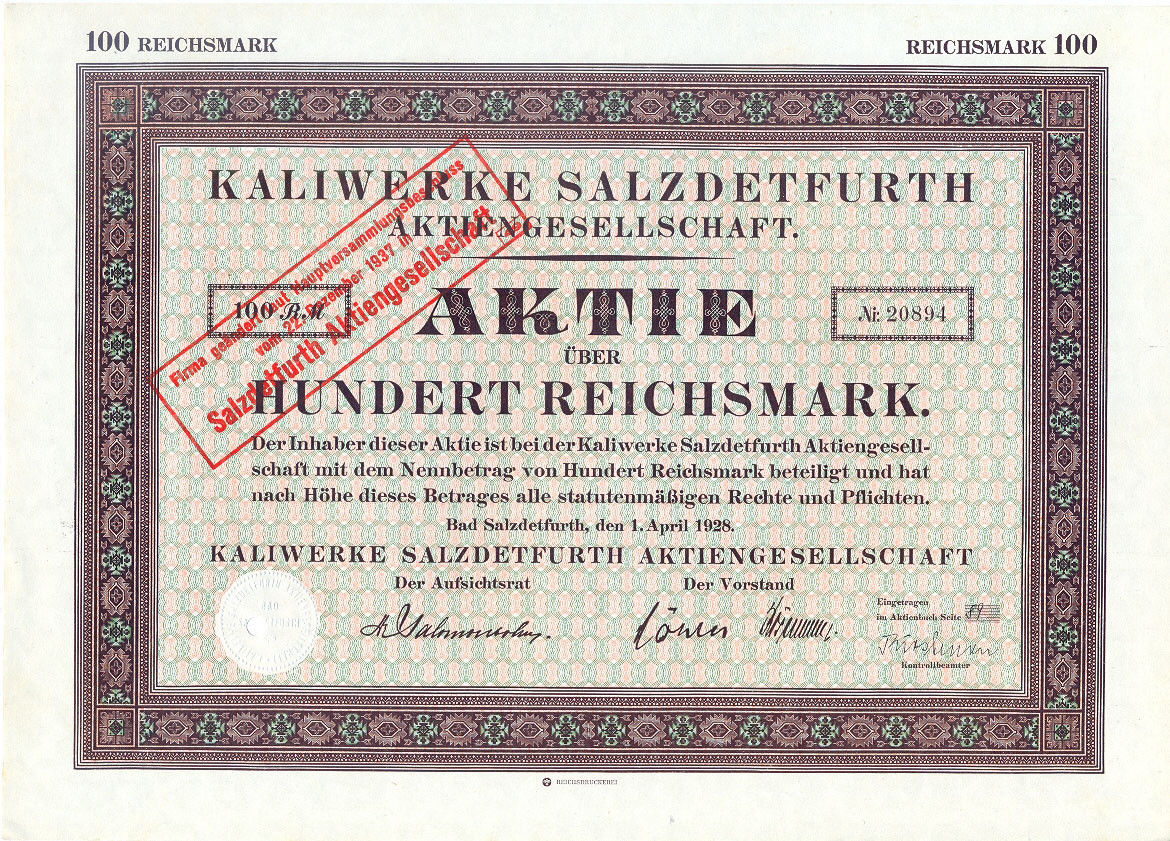
Aktie der Salzdetfurth AG von 1928

Im Jahr 2020 wurde die K + S Entsorgung (Schweiz) AG mit Sitz in Delémont, an die Thommen-Furler Gruppe mit Sitz in der Schweiz veräußert.
Im April 2021 schloss K+S den Verkauf des amerikanischen Salzgeschäfts (Operative Einheit Americas) für 2,6 Mrd. Euro an die Stone Canyon Industries Holdings LLC ab, der insbesondere K+S Chile, Windsor Salt, Morton Salt und SPL beinhaltete. K+S verliert somit seine weltweite Spitzenposition im Salzgeschäft.

## Konzernstruktur

### Geschäftsbereiche und Organisationsstruktur
Die K+S-Gruppe gliedert sich in drei Geschäftsbereiche, die strategisch, technisch und wirtschaftlich eng miteinander verknüpft sind. Dabei werden sie durch die Serviceeinheiten und die Holding-Funktionen der K+S AG unterstützt:
- Kali- und Magnesiumprodukte
- Salz
- ergänzende Geschäftsbereiche[30]

### Produkte
- Kali- und Magnesiumprodukte[31]
- Salz[32]

### Beteiligungen
- K+S Minerals and Agriculture GmbH (Zusammenschluss von K+S KALI GmbH und esco – european salt company GmbH & Co.KG)[33]
- Chemische Fabrik Kalk GmbH (CFK), Sitz in Köln[34]
- Ickenroth GmbH, Sitz in Staudt[35]
- K+S Baustoffrecycling GmbH, Sitz in Sehnde[36]
- K+S Consulting GmbH, Sitz in Kassel[37]
- K+S Potash Canada GP, Sitz in Saskatoon, Kanada[38]

### Aktiendaten und Aktionärsstruktur
Nachdem die frühere Muttergesellschaft BASF ihren zehnprozentigen Anteil an K+S im März 2011 verkauft hatte, stieg die von Andrei Melnitschenko kontrollierte EuroChem-Gruppe im Juni 2008 mit 10,43 % in das Unternehmen ein. EuroChem hat ihren Anteil mittlerweile auf unter fünf Prozent reduziert. Größter Einzelaktionär ist das Finanzunternehmen DWS Investment mit einem Anteil von 5,69 %.
Rund ein Prozent der Aktien halten die Mitarbeiter der K+S. Die restlichen Aktien befinden sich im Streubesitz. Etwa 50 Prozent der Aktien werden in Deutschland gehalten. Die Aktie war seit dem 22. September 2008 Teil des DAX. K+S ersetzte dort durch die Fast-Entry-Regel der Deutschen Börse die Aktie der TUI AG. Das Börsenkürzel SDF stammt noch von der Salzdetfurth AG.
Ende Juli 2013 verlor der K+S-Aktienkurs rund 30 Prozent: am 1. August 2013 lag er bei 16,91 Euro und damit auf dem tiefsten Stand seit Oktober 2006. Anleger sorgten sich dabei um weiter sinkende Kali-Preise. Die Bundesanstalt für Finanzdienstleistungsaufsicht (BaFin) leitete am 5. August 2013 eine Untersuchung ein, um einen möglichen Insiderhandel oder Marktmanipulationen aufzudecken. Den Kursverfall löste der russische Konkurrent Uralkali aus, der seine Vertriebsallianz mit der belarussischen Belaruskali aufkündigte und gegenüber der Presse fallende Kalipreise ankündigte. Daraufhin gaben auch die Aktien der K+S bis zu 44 Prozent nach, wodurch sich der Wert des Unternehmens um rund zwei Milliarden Euro verringerte.
Die Deutsche Börse Group teilte am 3. März 2016 mit, dass K+S ab dem 21. März 2016 aus dem DAX genommen wird, da dessen Marktkapitalisierung stark gefallen ist. Als Ersatz wurde die ProSiebenSat.1 Media SE aufgenommen.

### Unternehmensführung
Vorstandsvorsitzender bei K+S AG ist seit dem 1. Juni 2025 Christian H. Meyer. Als weitere Mitglieder der Unternehmensleitung wurden Jens Christian Keuthen (CFO), Carin-Martina Tröltzsch (COO) und Christina Daske bestimmt. Aufsichtsratsvorsitzender ist Dr. Harald Schwager.
| Vorstand           | Start | Ende |
| ------------------ | ----- | ---- |
| Rolf Magener       |       | 1972 |
| Ernst Denzel       | 1972  | 1975 |
| Otto Walterspiel   | 1975  | 1991 |
| Ralf Bethke        | 1991  | 2007 |
| Norbert Steiner    | 2007  | 2017 |
| Burkhard Lohr      | 2017  | 2025 |
| Christian H. Meyer | 2025  |      |

## Standorte

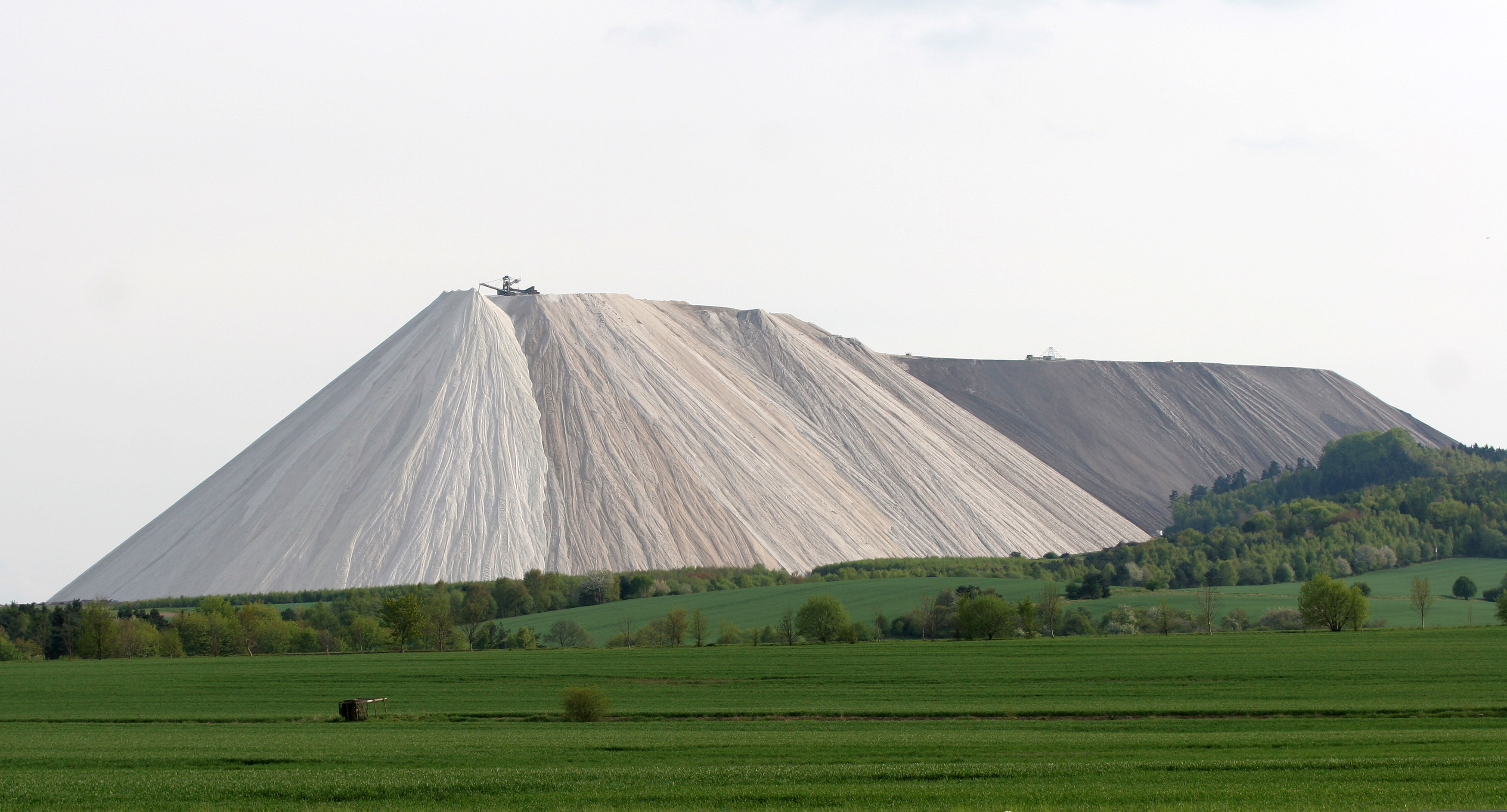
Die Abraumhalde Monte Kali bei Heringen (Werra)

Die K+S-Gruppe mit ihrer Unternehmenszentrale in Kassel hat Produktionsstandorte in Europa, Nordamerika sowie Mittel- und Südamerika. Mit Vertriebsstandorten ist das Unternehmen auch in Afrika und Asien vertreten.
Standorte in Deutschland
Zur Tochtergesellschaft K+S KALI GmbH gehört das Verbundbergwerk Werra mit den Standorten Wintershall (Heringen), Hattorf (Philippsthal) und Unterbreizbach an der hessisch-thüringischen Grenze. Das Kaliwerk Zielitz in Sachsen-Anhalt ist mit einer Jahresproduktion von etwa 12 Millionen Tonnen Rohsalz das größte Kalibergwerk Deutschlands. In ihm werden etwa 30 Prozent der Jahresproduktion der K+S gefördert. Zum Werk Werra zählt auch der Standort Merkers, wo ein öffentlich zugängliches Erlebnisbergwerk besteht. Es ist eines der größten Kaliabbaugebiete der Welt und hat von der Fläche her etwa die Größe der Stadt München. Weitere Kaliwerke sind Neuhof-Ellers (bei Fulda) sowie die Werke Bergmannssegen-Hugo in Sehnde und Sigmundshall bei Bokeloh, beide bei Hannover.
Im Geschäftsbereich Salz betreibt die esco – european salt company GmbH & Co. KG die Werke Bernburg (Sachsen-Anhalt), Borth (bei Rheinberg, Nordrhein-Westfalen) sowie Braunschweig-Lüneburg am Standort Grasleben (bei Helmstedt, Niedersachsen).

## Öffentliche Wahrnehmung und Kontroversen

### Salzlösungseinleitung in die Werra
Jährlich leitet K+S durch Verpressung bis zu sieben Millionen Kubikmeter Salzlösungen, die vor allem bei der Aufbereitung von Kalisalz entsteht, in den Untergrund. Verpressungsgebiete sind bei Kleinensee sowie Philippsthal in Hessen. Kritiker sehen in der Verpressung eine der Ursachen für die Versalzung der Werra. Mit Genehmigung des Regierungspräsidiums Kassel werden ferner Salzabwässer in den Fluss eingeleitet. Davon kommen durchschnittlich seit Oktober 2013 700.000 Kubikmeter jährlich über eine neu gebaute, 63 Kilometer lange Pipeline aus dem Werk Neuhof-Ellers. Gegen den Bau der Rohrleitung protestierten einige Bürgervereinigungen und verschiedene politische Gruppen, die mehr als 2000 Einwendungen gegen das Projekt einbrachten.
Sie fürchteten eine Störung des ökologischen Gleichgewichts der Werra und entstehende Folgeschäden für Landwirtschaft und Tourismus. Ende 2012 gab das Regierungspräsidium Kassel die Genehmigung für die Pipeline, deren Bestand 2014 gerichtlich bestätigt wurde. Aus den bisher nicht genutzten Salzlösungen, die bislang entsorgt werden mussten, will K+S rund 260.000 Tonnen Verkaufsprodukte wie Kaliumchlorid und Magnesiumsulfat herstellen. Gleichzeitig wird die Abwassermenge des Werks Werra um 1,5 Millionen auf dann 5,5 Millionen Kubikmeter reduziert. 2007 lag sie noch bei 14 Millionen Kubikmeter. Da bei Niedrigwasser die Abwässer nicht in die Werra eingeleitet werden dürfen, musste zeitweise die Produktion eingestellt werden, weswegen ein neuer Zwischenspeicher in einem stillgelegten Grubenfeld genehmigt wurde. Insgesamt könnte jetzt rund eine Million Kubikmeter Produktionsabwässer zwischengespeichert werden.

#### Vier-Phasen-Plan
Im September 2014 stellte K+S gemeinsam mit dem hessischen Umweltministerium ein Konzept vor, um die Menge der eingeleiteten Salzabwässer weiter zu verringern und nach Ende der Kaliproduktion auf ein ökologisch vertretbares Maß zu begrenzen. Laut Vier-Phasen-Plan sollen Werra und Oberweser spätestens im Jahr 2075 Süßwasserqualität haben. Zugleich gab K+S Pläne für eine etwa 450 Kilometer lange Rohrfernleitung aus dem Kali-Revier an der Werra zur Nordsee auf.

### Abraumhalden: „Kaliberge“

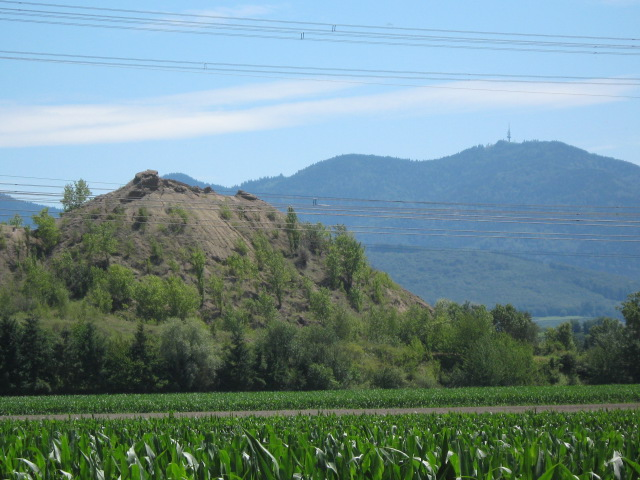
Vom 1973 aufgelassenen Kalisalzbergwerk Buggingen übriggebliebene Abraumhalde: Monte Kalino, Juli 2011, Blickrichtung von Westen. Im Hintergrund (mit Sendemast) der Hochblauen.

In Neuhof-Ellers, Zielitz, Heringen, Bokeloh und Philippsthal-Röhrigshof gibt es große Abraumhalden. Die Heringer Halde wird auch Monte Kali genannt, die Zielitzer Halde ist regional als Kalimandscharo bekannt. Das Gebiet um Heringen und Philippsthal wird scherzhaft als das Land der weißen Berge bezeichnet.
Am ehemaligen Kalisalzbergwerk Buggingen im Markgräflerland (Südbaden) heißt die erodierende Halde auch Monte Kalino oder Kalimandscharo. Im Dezember 2020 wurde eine Vereinbarung zwischen dem Land Baden-Württemberg und K+S geschlossen, welche die Sanierung, das heißt die vollständige Abdeckung der Abraumhalde innerhalb der nächsten 8 Jahre vorsieht. Mit den entsprechenden Arbeiten wurde 2024 begonnen. Sie sollen bis Anfang 2026 abgeschlossen sein.

### Unfälle
Zu einem schweren Grubenunglück kam es am 5. April 2012 im Kaliwerk Sigmundshall. Dabei wurden ein Bergmann getötet und mehrere verletzt. Am Standort Unterbreizbach des Kaliwerks Werra kam es am 1. Oktober 2013 nach einer Sprengung zu einem Kohlendioxidausbruch, bei dem drei Bergleute ums Leben kamen.

## Sonstiges

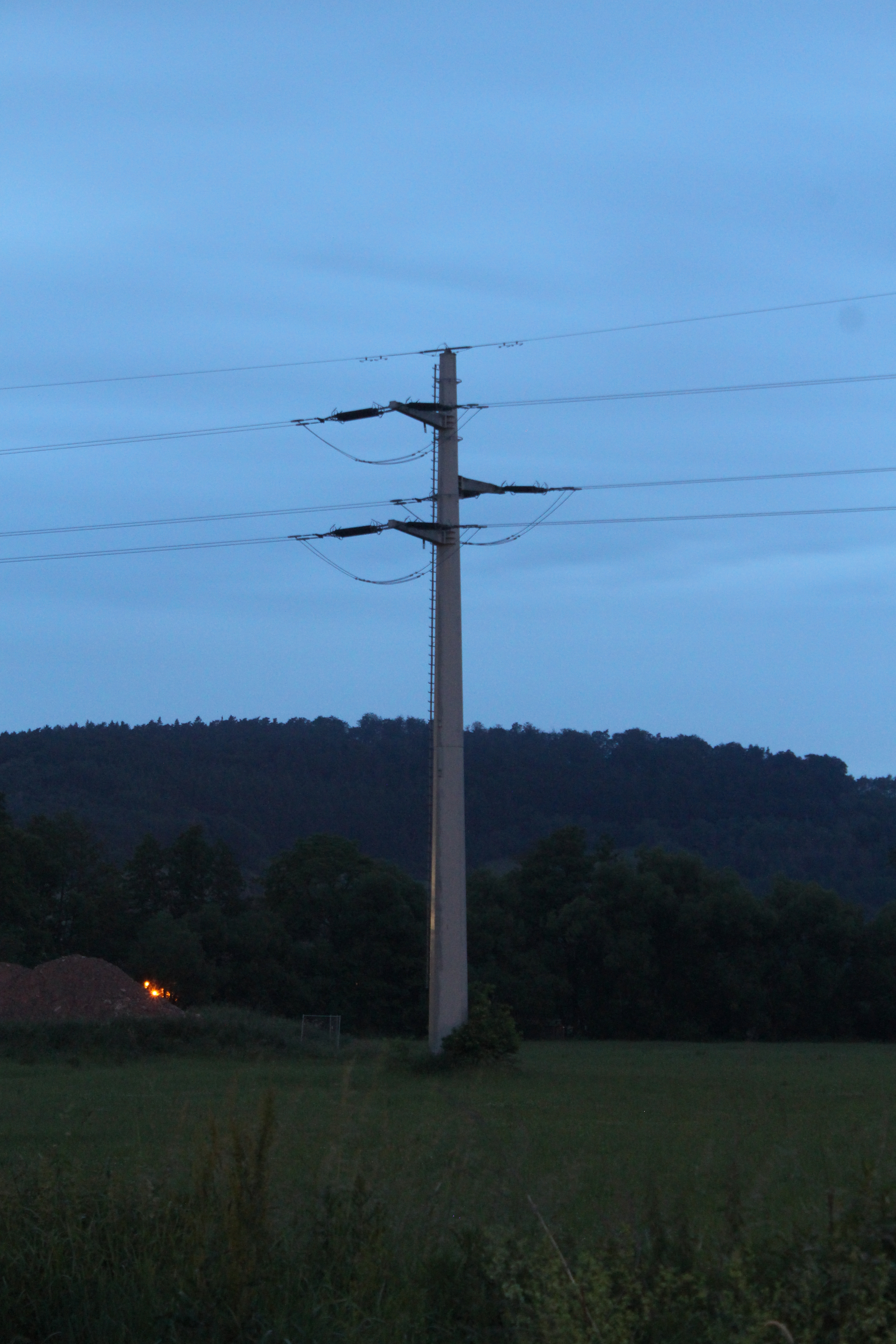
Abspannmast einer Freileitung von K + S bei Röhringshof

Im Gebiet von Philippsthal unterhält K+S zur Versorgung seiner Bergwerke eigene 60 Kilovolt-Hochspannungsfreileitungen. Folgende Verbindungen existieren:
- Umspannwerk Heimboldshausen – Kaliwerk Hattorf
- Umspannwerk Heimboldshausen – Schachtanlage Hera
- Kaliwerk Hattorf – Werk Werra

Diese Leitungen sind fast durchgängig auf Stahlrohrmasten in Wettertannenausführung für die Aufnahme von einem Stromkreis ausgeführt. Im nördlichen Bereich der Leitung zum Werk Werra sind einige Masten als Wettertannenmasten in Stahlfachwerkbauweise ausgeführt und die beiden vom Umspannwerk Heimboldshausen abgehenden Leitungen sind auf den ersten vier Masten, welche als Gittermasten in Donauausführung für zwei Stromkreise realisiert wurden, zusammen verlegt.